# 1970 en Belgique
Chronologie de la Belgique
- 1966
- 1967
- 1968
- 1969
- 1970
- 1971
- 1972
- 1973
- 1974

Cette page recense des événements qui se sont produits durant l'année 1970 en Belgique.

## Chronologie
- 17 février : fin de la grève dans les mines du Limbourg.
- 20 avril : des étudiants de l'ULB, de la VUB et des militants de gauche manifestent contre la réception donnée au Cercle des Nations en l'honneur des colonels grecs.
- 4 juin : grève des enseignants.
- Septembre 1970 : Les élèves de l'enseignement primaire ne doivent désormais plus aller à l'école le samedi.

- 12 septembre : alors qu'il collait des affiches électorales pour son parti, un membre du FDF, Jacques Georgin, est tué par un commando du Vlaamse Militanten Orde, organisation d'extrême droite nationaliste flamande.
- 11 octobre : élections communales. Victoire du FDF en région bruxelloise et de la Volksunie en Flandre.

- 24 décembre : publication de la révision de la Constitution. Création de trois communautés culturelles et de deux régions ( la future région Bruxelloise est mise "au frigo"). Introduction de la procédure dite de la « sonnette d'alarme ».

## Culture

### Architecture

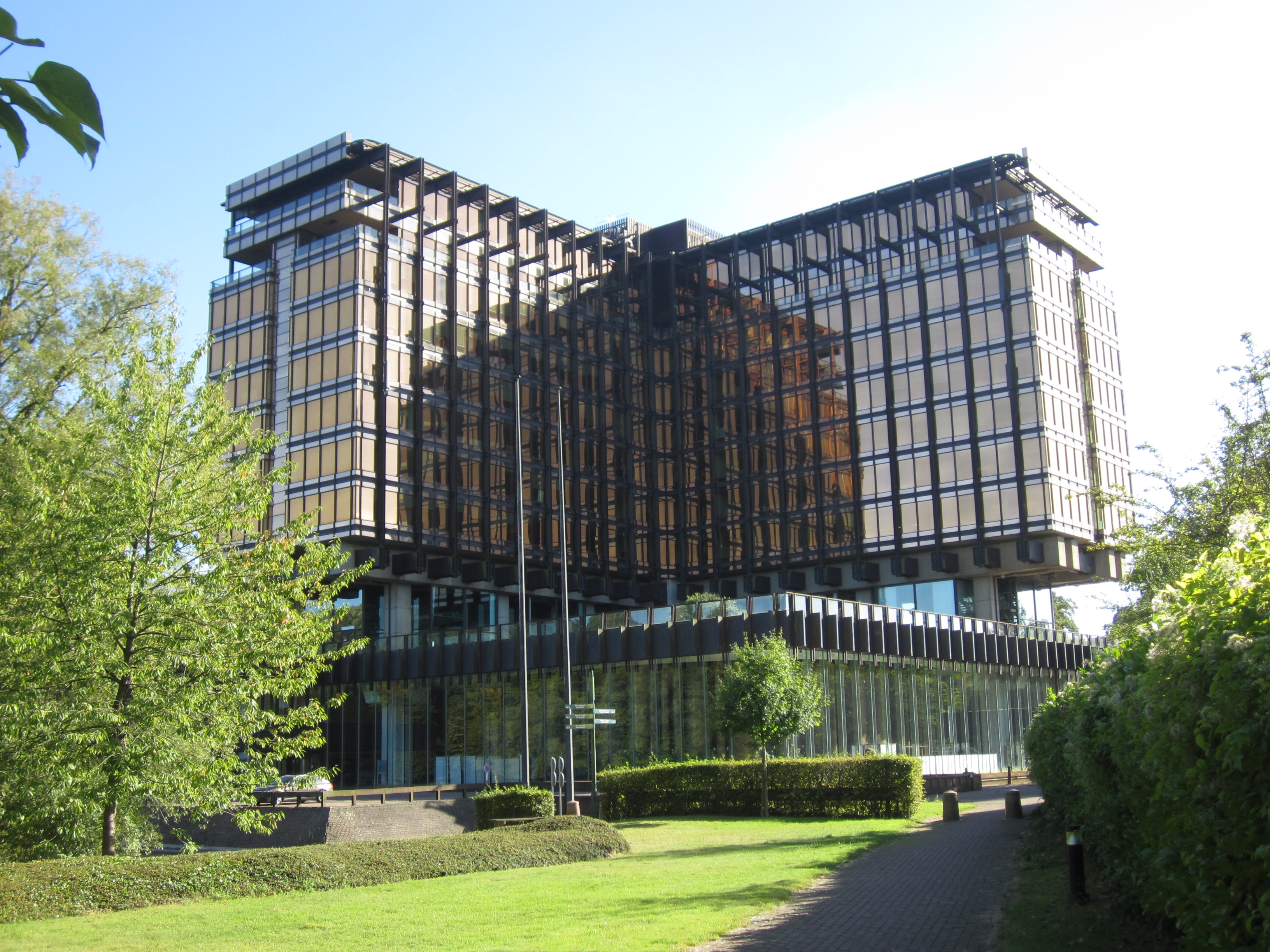
Immeuble de la « Royale Belge » à Watermael-Boitsfort
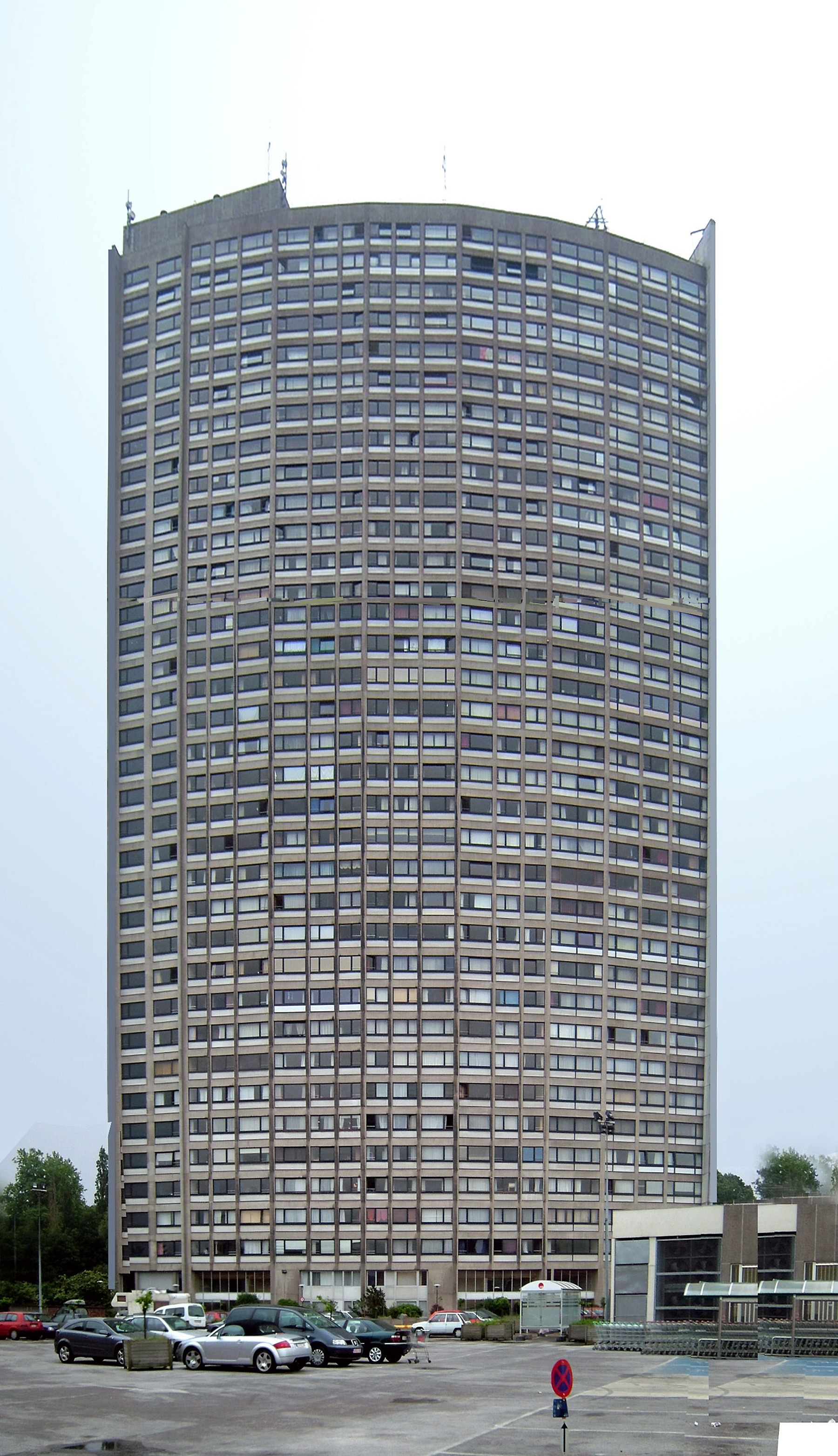
Résidence « Brusilia » à Schaerbeek (Jacques Cuisinier)

### Bande dessinée
- Le Faiseur d'or.

### Cinéma
- Mont-Dragon de Jean Valère.
- Paix sur les champs de Jacques Boigelot.

### Littérature
- Prix Rossel : Pierre Mertens, L'Inde ou l'Amérique.
- Commando épouvante, roman d'Henri Vernes.

#### Romans policiers deGeorges Simenon
- La Folle de Maigret
- Maigret et le Marchand de vin
- Le Riche Homme

## Sciences
- Prix Francqui : Radu Balescu (physique, ULB).

## Sports

### Football
- Coupe de Belgique : FC Bruges.
- Soulier d'or : Wilfried Van Moer (Standard de Liège).

### Formule 1
- 7 juin : le Mexicain Pedro Rodríguez remporte le Grand Prix de Belgique sur le circuit de Spa-Francorchamps.

## Naissances
- 11 janvier : Frédéric Daerden, homme politique.
- 17 janvier Tom Hautekiet, graphiste et illustrateur († 30 avril 2020).
- 18 janvier : Peter Van Petegem, coureur cycliste.
- 30 janvier : Yves Vanderhaeghe, joueur de football.
- 20 février : Éric Legnini, pianiste.
- 3 mars : Chris Peers, coureur cycliste.
- 10 mars : Benoît Lutgen, homme politique.
- 22 juillet : Jonathan Zaccaï, acteur.
- 8 août : Pascal Duquenne, acteur.
- 20 août : Els Callens, joueuse de tennis.
- 20 septembre : Gert Verheyen, joueur de football.
- 27 septembre : Stef Kamil Carlens, musicien.
- 10 octobre : Mohammed Mourhit, athlète.
- 22 octobre : Karl Vanlouwe, homme politique.
- 18 novembre : Geert Van Bondt, coureur cycliste.

## Décès
- 12 février : André Souris, musicien
- 17 mars : Fernand Crommelynck, dramaturge de langue française
- 26 mars : Georges Hebdin, joueur de football
- 26 avril : Maurice Geldhof, coureur cycliste
- 28 juillet : Arthur Masson, écrivain de langue française
- 21 août : Marius  Lecompte, paléontologue et géologue (° 16 mai 1902).
- 17 septembre : Désiré Keteleer, coureur cycliste
- 26 octobre : Marcel Minnaert, astronome
- 2 novembre : Fernand Gravey, acteur
- 1er décembre : Oscar Jespers, sculpteur
- 12 décembre : Louis Zimmer, astronome et horloger
- 13 décembre : Oscar Behogne, homme politique
- 15 décembre : Stanislas-André Steeman, écrivain de langue française

## Statistiques
- Population totale au 1er janvier 1970 : 9 660 154 habitants[1].
- Population totale au 31 décembre 1970 : 9 650 944 habitants[2].